# César Enríquez
César Enríquez (15 de junio de 1918 - 1 de abril de 1998) fue un cineasta y pintor venezolano, Premio Nacional de Cine, con una notable trayectoria tanto en cine como en televisión en su país. Su obra más importante, La escalinata (1950), es considerada como una de las grandes cintas de cine venezolano producido en los años 50 y uno de los primeros ejemplos neorrealistas de Venezuela y América Latina.

## Biografía
La carrera artística de Enríquez comenzaría con la pintura. En 1943 ganó la primera edición del Gran Premio del Salón Arturo Michelena. También, formó parte del grupo Los disidentes, fundado en París en el año 1945 como una reacción al Círculo de Bellas Artes y entre cuyos miembros se encuentran Jesús Soto, Pascual Navarro, Mateo Manaure, Alejandro Otero, entre otros.
En 1949 regresa a Caracas y comienza a rodar La escalinata (1950), que sería reconocida más adelante como una de las películas más significativas de la cinematografía venezolana. Le siguienron Tambores en la colina (1956, escrita por Horacio Peterson) y Cortina de cirstal (1958) Para televisión dirigió exitosos programas como Teatro semanal y Los casos del inspector Nick, así como varias famosas telenovelas. También dedicó años a la creación de comerciales publicitarios.
En 1998, pocos tiempo antes de su muerte obtuvo el Premio Nacional de Cine.

## Legado
En 2016 La escalinata (1950) fue votada como una de las mejores 50 películas del cine venezolano en una encuesta hecha por la Cinemateca Nacional. También forma parte de una de las 15 películas consideradas patrimonio cinematográfico de Venezuela por la UNESCO, e incluida en el Programa Memoria del Mundo.
Para Milagros Socorro "La escalinata y fue, de hecho, la primera película venezolana concebida y realizada en la estela del neorrealismo italiano (forma de narrar en el cine de manera auténtica, es decir, con historias de fuerte contenido social, con actores no profesionales y fuera de los estudios)."Por su parte, el historiador brasileño Paulo Antônio de Paranaguá considera por su parte que "fue probablemente […] donde el neorrealismo surgió como alternativa de expresión y producción por primera vez en América Latina. Luis Buñuel realizaba entonces Los olvidados (México, 1950) con presupuestos ideológicos y dramáticos muy distintos y en un contexto productivo radicalmente diferente”.

## Filmografía parcial
- La escalinata (1950)
- Tambores en la colina (1956)
- Cortina de cristal (1958)